# اوه سانگ-اون
اوه سانگ-اون (انگلیسی: Oh Sang-eun؛ زادهٔ ۱۳ آوریل ۱۹۷۷) یک بازیکن تنیس روی میز اهل کره جنوبی است. 
وی در مسابقات کشوری و بین‌المللی در مجموع برنده ۶ مدال نقره، ۱۰ مدال برنز شده‌است.